# Mundur bojowy wz. 1919
Mundur bojowy wz.  1919 – odmiana munduru polowego Wojska Polskiego II RP.
Przepis Ubioru Polowego Wojsk Polskich z roku 1919 ustalał że:”aż do czasu wprowadzenia ubioru wielkiego (służbowego), względnie paradnego, ubiór polowy może być stosowany jako ubiór bojowy, garnizonowy, służbowy, salonowy i codzienny”.

## Zastosowanie
Ubiór bojowy stosowano:
- w terenie operacyjnym
- na manewrach
- na specjalny rozkaz

Dowództwom samodzielnych oddziałów przysługiwało prawo wydawania zarządzeń co do noszenia rynsztunku i ubioru, zależnie od warunków bojowych.

## Elementy umundurowania
Oficerowie:
- kurtka
- sznury naramienne – generałowie i oficerowie sztabu generalnego, adiutanci wszelkich dowództw i żandarmeria (nie obowiązywały).
- spodnie krótkie
- trzewiki sznurowane
- owijacze w piechocie
- sztylpy, względnie buty długie – nosili żołnierze odpowiednich rodzajów broni i oficerowie pełniący służbę konno[a].
- ostrogi przypinane lub przybijane – przysługiwały wszystkim pełniącym służbę konno
- oficerski pas polowy  - noszono na kurtce
- żabka do noszenia szabli – noszono na pasie głównym
- oficerski pasek przez ramię
- szabla lub bagnet – w rodzajach broni uzbrojonych w szable, obowiązywała szabla; u pełniących służbę konno – na żabce przypiętej do siodła[b]
- temblak oficerski - w polu mógł być rzemienny
- rewolwer i lornetka w futerałach, oraz torba polowa - na pasie głównym, dowolnie z prawej lub lewej strony
- gwizdawka - w lewej kieszeni na piersi na sznurku przyczepionym do drugiego guzika kurtki
- hełm lub czapka - w myśl rozkazu dowództwa. W szeregach pasek zawsze pod brodą.
- furażerka – noszono w marszu i odpoczynku zamiast hełmu
- rękawiczki brązowe - w polu nie obowiązywały
- płaszcz polowy - w myśl rozkazu zwinięty, narzucony lub założony; na rozkaz noszono rynsztunek na płaszczu
- płaszcz od deszczu - nie obowiązywał; mógł być na płaszczu polowym. Na przeglądach niedozwolony.

Szeregowi:
- kurtka i spodnie
- rynsztunek na mundurze
- hełm lub czapka - w myśl rozkazu
- furażerka w marszu i podczas spoczynku
- płaszcz - zwinięty, w rękawy lub narzucony (na specjalny rozkaz)